# Слободан Каштаварац
Слободан Каштаварац (Београд, 1952)  српски је сликар и графичар.

## Биографија
Рођен је у Београду 1952. године, где је дипломирао 1980. године на Факултету ликовних уметности у Београду, у сликарској класи професора Раденка Мишевића.
У статусу самосталног уметника и члана УЛУС-а од 1981. године. Излагао на деветнаест самосталних и више од стотину групних изложби у земљи и иностранству.
Живи и ради у Београду.

## Самосталне изложбе (избор)
- Слике, Галерија Дома омладине, Београд 1989.
- Слике, Галерија УЛУС Београд 1994.
- Унутар знака, Галерија Графички колектив, Београд 2004.
- Основни елементи, Галерија „Владимир Маржик“, Краљево 2007.
- Исходишта, Галерија УЛУС Београд 2008.
- 2008.
- Слике, Галерија Феникс, Београд 2009.
- Фрагментарије, Галерија „Мост“, Нови Сад 2009.
- Мурали, Кућа Ђуре Јакшића, Београд 2014.[2]
- Дубоко у плавом, Галерија СУЛУЈ, Београд 2015.

## Групне изложбе (избор)
- Цртеж и мала пластика, Београд (1884, 1985, 1987, 2005, 2007, 2009)
- Пролећна изложба УЛУС-а (1981, 1986, 1987, 1999, 2000, 2001, 2002, 2003, 2005, 2007, 2008, 2010, 2011)
- Јесења изложба УЛУС-а (1985, 1986, 1987, 2003, 2005, 2006, 2007, 2010)
- 27. октобарски салон Београда (1986)
- Изложба поводом 40 година Комесаријата за избеглице УН, Лондон, ВБ (1991)
- Изложба српских у грчких уметника, Ламиа, Грчка (1999)
- Мајска изложба графика београдског круга (2002, 2003, 2005)
- Бијенале минијатуре, Горњи Милановац (2003, 2005)
- Бијенале графика, Београд (2006)
- Савремена српска уметност, Национални музеј, Јангун, Мианмар (2007)
- Изложба колоније РТС (2010)
- Изложба Пергамент, Палата УНЕСКО, Париз, Француска (2010)

## Графичко обликовање
Ликовно и графички обликовао велики број књига и другог штампаног материјала, од омота за плоче, монографија уметника, монографија градова и општина, лексикона, до бројне уџбеничке - наставне и ваннаставне литературе.
- Омот алума Далеко је Сунце групе Галија
- Монографија вајара Милуна Видића,[3]
- Београд између два миленијума[4]
- Лексикон Опера, Гордана Драговића[5]
- Библиотека Златокрила - Завод за уџбенике, Београд[6]

## Ликовне колоније (избор)
Учествовао у раду више ликовних колонија међу којима су колонија РТС на Златибору, затим у Бањи Ковиљачи, Рафаиловићима, Сопоћанима, на Палићу, манастиру Крка, Пирану, Аранђеловцу...